# Øve os på hinanden (пісня)
«Øve os på hinanden» (вимова [ˈØːvə ʌs pʰɔ hiˈnænn̩]; букв. «Попрактикуйтесь одне на одному») — пісня данського музичного дуету Fyr & Flamme на Євробаченні 2021 у Роттердамі. Це перший випадок з 1997 року, коли пісня, повністю виконана данською мовою, представляє країну на Євробаченні. Пісня очолила данський чарт синглів, будучи першим данським вступом на Євробачення з 2013 року.

## Конкурс пісні Євробачення
Пісня була обрана для представлення Данії на конкурсі пісні Євробачення 2021 після перемоги на Гран-прі Dansk Melodi, музичному конкурсі, що відбирає заявки Данії на Євробачення. У півфіналі конкурсу 2021 року буде представлений той самий склад країн, який визначений жеребкуванням півфіналу конкурсу 2020 року. Данія потрапила у другий півфінал, який відбудеться 20 травня 2021 року, і її планували виступити у другій половині шоу.

## Чарт
| Чарт (2021)         | Найвища позиція |
| ------------------- | --------------- |
| Данія (Tracklisten) | 1               |